# Roman Josi
Roman Josi (Berna, 1º de junho de 1990) é um suiço jogador profissional de hóquei no gelo e capitão do Nashville Predators da National Hockey League (NHL). Josi foi selecionado pelos Predators como a 38ª escolha geral no Draft da NHL de 2008.
Natural da Suíça, Josi jogou pelo SC Bern de 2006 a 2010 e conquistou um título da Liga Suiça. Após a conquista, ele se juntou aos Predators para a temporada de 2010–11. Ele jogou sua primeira temporada com o afiliado dos Predators na American Hockey League, o Milwaukee Admirals, antes de se tornar um titular na equipe dos Predators durante a temporada de 2011–12. 
Durante sua carreira na NHL, Josi estabeleceu e quebrou vários recordes da franquia. Ele se tornou o primeiro jogador suíço e o primeiro jogador na história dos Predators a ganhar o Troféu James Norris Memorial como o melhor defensor da liga. Em 2021, ele superou Mark Streit como o jogador suíço com mais pontos na NHL. Em março de 2023, Josi se tornou o segundo defensor ativo mais rápido a alcançar 600 pontos em sua carreira na NHL. Enquanto alcançou esse marco em seu 823º jogo, Josi também estabeleceu um novo recorde de franquia para mais temporadas com 40 assistências. Josi, subsequentemente, tornou-se o segundo defensor a liderar uma franquia ativa da NHL em pontos. Ele é amplamente considerado um dos melhores defensores da NHL.

## Primeiros anos
Josi nasceu em 1º de junho de 1990, em Berna, Suíça, como o segundo filho de Doris e Peter Josi. Ele cresceu em um ambiente atlético, já que sua mãe é uma ex-nadadora e seu pai jogou futebol. Josi praticou tanto futebol quanto hóquei na juventude antes de se dedicar ao hóquei no gelo aos 10 anos. Tanto seu pai quanto seu irmão mais velho também estão envolvidos com o hóquei; Yannic jogou no HC Bern Altstadt e Peter atua no conselho administrativo do SC Bern. Josi é um torcedor do clube de futebol de sua cidade natal, o BSC Young Boys.

## Carreira de jogador

### Início de carreira
Crescendo na Suíça, Josi jogou pelo SC Bern de 2006 a 2010. Ele fez sua estreia na Liga Suiça na temporada de 2006–07, mas se tornou uma presença constante no time durante a temporada de 2007–08. Em seu primeiro ano de elegibilidade para o draft, Josi somou oito pontos em 35 jogos e também representou a Suíça em dois torneios internacionais. Antes do Draft da NHL de 2008, Josi foi considerado um dos principais defensores disponíveis. Ele foi selecionado pelo Nashville Predators como a 38ª escolha geral. Após o draft, Josi retornou à liga suíça, onde liderou todos os jogadores juniores em pontos, gols e assistências. Apesar de ter ficado afastado por quase quatro semanas durante a temporada de 2009–10, Josi acumulou 20 pontos em 24 jogos até o final de dezembro de 2009. Durante os playoffs de 2010, Josi liderou todos os defensores e empatou em quarto lugar geral em gols, enquanto o SC Bern conquistava o título do campeonato.

### Nashville Predators

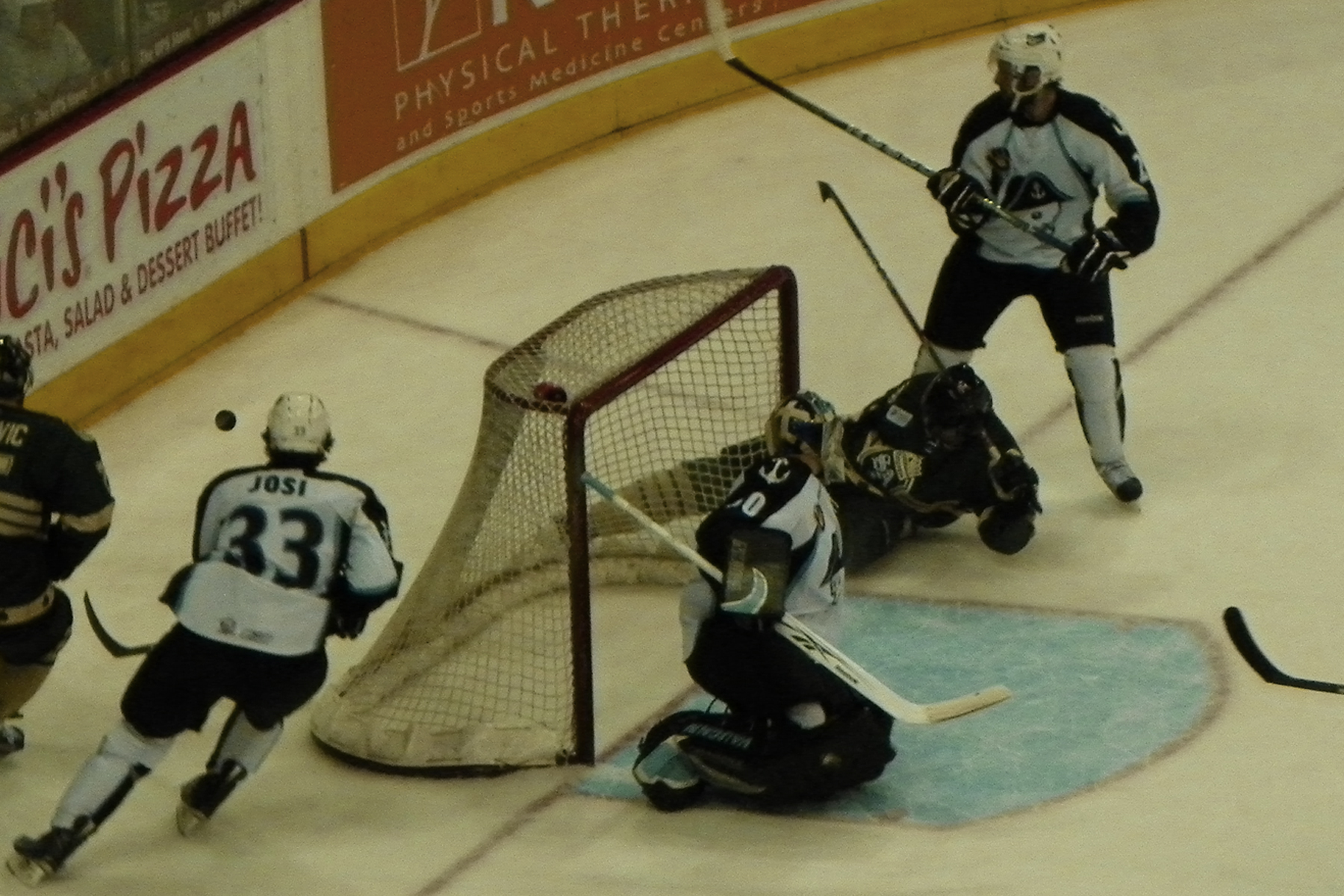
Josi (à esquerda) com o Milwaukee Admirals em março de 2011

Josi juntou-se ao Nashville Predators para a temporada de 2010–11 após assinar um contrato de três anos em 28 de maio de 2010. Ele participou do Treinamento de Novatos e dos Treinamento dos Predators antes de ser designado para o afiliado da American Hockey League (AHL), o Milwaukee Admirals, para o restante da temporada. Embora tenha perdido os primeiros sete jogos da temporada, Josi ajudou a equipe a melhorar seu recorde ao marcar seu primeiro gol na AHL em uma vitória por 3–2 sobre o Lake Erie Monsters no início de novembro. Ele registrou 14 pontos em seus primeiros 35 jogos na AHL antes de se destacar e manter uma sequência de 13 jogos com pontos. Em 26 de fevereiro, Josi havia acumulado 12 pontos em 11 jogos durante fevereiro e estava entre os 15 melhores em pontuação de calouros da AHL. Com os Admirals se classificando para os playoffs de 2011, Josi terminou a temporada regular com seis gols e 34 assistências, totalizando 30 pontos em 69 jogos. Durante o confronto semifinal da Divisão Oeste contra o Texas Stars, ele registrou uma assistência em cada um dos seus primeiros quatro jogos de pós-temporada.

#### 2011–2017: início de carreira e Finais da Stanley Cup
Josi participou novamente dos treinamentos de pré-temporada dos Predators antes de ser colocado na lista de lesionados com a expectativa de que ele se recuperasse para a temporada de 2011–12. Uma vez saudável, Josi marcou quatro pontos em seus primeiros cinco jogos antes de ser chamado de volta para a NHL em 25 de novembro de 2011. Ele jogou 12 minutos em sua estreia no dia seguinte contra o Detroit Red Wings. Josi marcou seu primeiro gol na NHL em 10 de dezembro, elevando a equipe para uma vitória por 3–2 sobre o Anaheim Ducks.
Após a lesão de Shea Weber, o tempo de gelo de Josi aumentou para uma média de 23 minutos em quatro jogos durante a ausência de Weber. Quando Weber retornou, Josi foi colocados na segunda unidade de power play e viu sua média de tempo de gelo estabilizar em 20 minutos. Enquanto jogava ao lado do novo companheiro de equipe Hal Gill, Josi começou a se destacar ofensivamente e a registrar pontos. Ele manteve uma sequência de pontos em três jogos em fevereiro, após ficar 14 jogos sem marcar pontos. Durante os primeiros nove jogos de Gill com a equipe, Josi produziu dois gols e cinco pontos. Os dois foram elogiados pelo companheiro de equipe Ryan Suter, que disse: "Nós, atacantes, não estamos jogando tanto quanto jogávamos antes de termos Hal Gill. Todos os nossos defensores estão realmente se destacando agora." No entanto, isso foi de curta duração, já que Josi perdeu nove jogos devido a uma lesão na parte superior do corpo. Em seu retorno em 30 de março, ele desempenhou um papel importante nos primeiros três gols de Nashville e registrou um recorde de 4 chutes a gol da equipe. Josi ajudou os Predators a terminar a temporada regular com um recorde de 4–1 e se classificarem para os playoffs de 2012.
Após sua temporada de estreia, Josi retornou ao seu time de juventude, SC Bern, devido ao locaute da NHL. Ele jogou ao lado das estrelas da NHL, John Tavares e Mark Streit. Quando o locaute foi resolvido em janeiro de 2013, Josi voltou para os Predators. Ele rapidamente melhorou os totais de pontos da sua temporada de estreia e estabeleceu novos recordes pessoais em gols, assistências, pontos e jogos disputados. Após a saída de Ryan Suter, Josi assumiu um papel maior na equipe. Enquanto jogava ao lado de Shea Weber, ele marcou quatro gols e 10 assistências, totalizando 14 pontos em 31 jogos. Ele acabou a temporada com cinco gols e 13 assistências em 41 jogos. Em 10 de junho de 2013, Josi assinou um contrato de sete anos e US$28 milhões para permanecer com os Predators até a temporada de 2019–20.
No primeiro ano de seu novo contrato, Josi continuou a melhorar e teve mais uma temporada recorde. Ele substituiu completamente Ryan Suter na principal dupla de defensores dos Predators ao lado de Shea Weber e teve uma média de quase 26 minutos. Apesar de seu sucesso, Josi teve uma concussão e acabou perdendo 10 jogos. No início de dezembro, ele havia acumulado 30 bloqueios de tiros em 18 jogos. Mais tarde naquele mês, ele também igualou sua sequência de pontos de cinco jogos. Em 14 de janeiro, Josi tinha marcado quatro gols e 10 assistências e estava classificado em sexto na NHL em minutos jogados. Durante um jogo no final daquele mês contra o Calgary Flames, ele se tornou o segundo defensor na história da franquia a marcar dois gols em shootout em uma temporada. Após retornar das Olimpíadas, Josi continuou a produzir e empatou com Patric Hörnqvist em segundo lugar na equipe com 21 assistências até meados de março. Josi terminou a temporada de 2013–14 com 13 gols e 40 pontos em 72 jogos.
Durante a temporada de 2014–15, enquanto jogava ao lado de Shea Weber, Josi marcou 15 gols, 40 assistências e 55 pontos, ficando apenas um ponto atrás do recorde de pontos em uma temporada para defensores dos Predators, estabelecido por Weber no ano anterior. Em novembro, Josi ajudou os Predators a igualar o recorde da franquia de mais gols em um único jogo, marcando um gol no terceiro período para levar a equipe a uma vitória por 9–2 sobre o Toronto Maple Leafs. Em 16 de dezembro, Josi estava em segundo lugar na equipe com 15 pontos, liderando os defensores da equipe em assistências. Ele também liderou a equipe em bloqueios e ficou em quinto lugar na liga em tempo médio de gelo.
Durante as duas primeiras semanas de janeiro, Josi marcou três gols de vitória em jogos consecutivos e também registrou seus 100º e 101º pontos da carreira. Até o final de janeiro, Josi e Weber estavam entre os 15 melhores defensores da liga em pontos. Josi acumulou nove gols e 24 assistências, totalizando 33 pontos, enquanto Weber tinha 34 pontos. Josi também estava em quinto lugar entre todos os jogadores da NHL em tempo de gelo com média de 26 minutos. Em março, Josi e Weber somaram 89 pontos combinados, o maior total para uma dupla de defensores na NHL. Seu desempenho ajudou os Predators a se classificarem para os playoffs de 2015, após a equipe não ter se classificado nas duas temporadas anteriores. Josi terminou a temporada de 2014–15 com 15 gols e 40 assistências, totalizando 55 pontos. Ele também registrou 209 bloqueios, o segundo maior número de qualquer jogador da NHL na temporada. Durante o confronto da primeira rodada contra o eventual campeão da Stanley Cup, Chicago Blackhawks, Josi estabeleceu e igualou vários recordes da franquia. No Jogo 4, ele jogou 45 minutos, um recorde da franquia, em uma derrota na tripla prorrogação, e igualou o recorde da franquia de mais chutes de um defensor em um único jogo com sete. No final da temporada, Josi terminou entre os cinco primeiros na votação do Troféu James Norris Memorial.

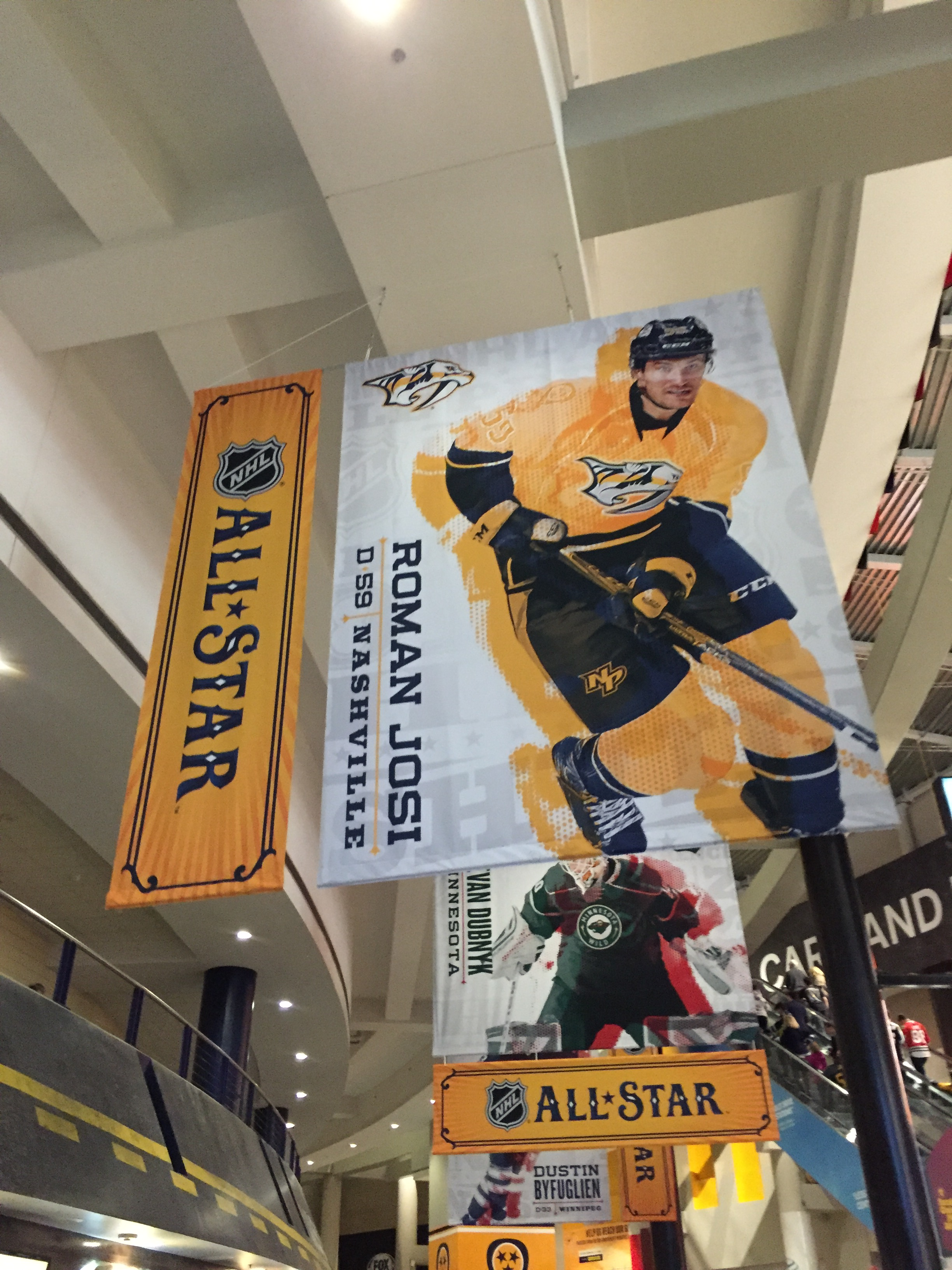
Josi foi selecionado para jogar no All-Star Game da NHL em 2016.

Antes do início da temporada de 2015–16, Josi foi nomeado o terceiro capitão dos Predators. A equipe começou a temporada de forma forte com 3 vitórias nos primeiros três jogos. No terceiro jogo da temporada, Josi marcou seus primeiros dois gols. Ele registrou sua 100ª assistência na NHL durante a vitória por 3–2 sobre o Anaheim Ducks em 17 de novembro. Seu desempenho geral lhe rendeu a seleção para o All-Star Game da NHL de 2016. Até o final de janeiro, Josi liderava os defensores dos Predators com 10 gols e 25 assistências, totalizando 35 pontos.
Após o intervalo do All-Star Game da NHL, os Predators mantiveram uma sequência de 14 jogos com pontos. Durante esse período, Josi acumulou um gol e 11 assistências. No final do mês, durante uma derrota para o Colorado Avalanche, Josi estabeleceu um novo recorde da franquia para mais pontos por um defensor na história dos Predators. Na época do recorde, ele havia acumulado 13 gols e 44 assistências, totalizando 57 pontos, um a mais do que o recorde anterior de Shea Weber, que era de 56 pontos.
Ele terminou a temporada regular com 14 gols e 47 assistências, totalizando um recorde de franquia de 61 pontos em 81 jogos. Os Predators se classificaram para os playoffs de 2016, onde enfrentaram o Anaheim Ducks na primeira rodada. Josi anotou três pontos na série em que os Predators eliminaram os Ducks no primeiro Jogo 7 da história da franquia, avançando para a segunda rodada dos playoffs da Conferência Oeste contra o San Jose Sharks. Após a eliminação dos Predators, Josi revelou que havia jogado com um dedo e um nariz quebrado. Apesar das lesões, ele terminou os playoffs com um gol e oito assistências, totalizando nove pontos em 14 jogos. Josi terminou novamente entre os cinco primeiros na votação do Troféu James Norris Memorial.
Durante a intertemporada de 2016, os Predators adquiriram o defensor P. K. Subban do Montreal Canadiens em troca de Shea Weber. Subban foi esperado para substituir Weber como parceiro defensivo de Josi a tempo integral. Embora tenham jogado juntos apenas em um jogo de pré-temporada, os dois foram pareados para a abertura da temporada dos Predators. Antes do início da temporada de 2016–17, Josi foi selecionado como capitão alternativo. Os Predators começaram a temporada com um início lento enquanto Josi e Subban começavam a desenvolver química juntos. Os dois foram pareados durante os quatro primeiros jogos da temporada antes de serem colocados em novas formações. Nessas novas formações, os Predators mantiveram uma sequência de seis jogos com pontos, com Josi e Subban acumulando oito pontos cada um em 14 jogos. Josi registrou cinco gols e 17 assistências em 42 jogos antes de ser colocado na lista de lesionados em 13 de janeiro de 2017.
Ele retornou em plena forma em fevereiro, liderando todos os defensores da NHL com 16 pontos no mês. Ele também jogou seu 400º jogo na NHL com os Predators em 27 de março. Josi terminou a temporada de 2016–17 com 12 gols e 37 assistências, totalizando 49 pontos. A habilidade defensiva de Josi desempenhou um papel crucial na campanha dos Predators nos playoffs de 2017, que levaram a equipe até as Finais da Stanley Cup, onde perderam em seis jogos para o Pittsburgh Penguins. Seus seis gols estabeleceram um recorde de franquia para mais gols por um defensor em uma única pós-temporada. Josi terminou a pós-temporada com seis gols, oito assistências e 14 pontos em 22 jogos, classificando-se em segundo lugar entre todos os jogadores dos Predators.

#### 2017–Presente: Capitão e Troféu Norris
Antes do início da temporada de 2017–18, Josi foi nomeado o sétimo capitão da história dos Predators em 19 de setembro de 2017. Em seu primeiro ano como capitão, Josi se estabeleceu com Mattias Ekholm como seu principal parceiro defensivo durante a primeira metade da temporada. Josi e Ekholm formavam o primeiro par defensivo dos Predators, enquanto P. K. Subban e Alexei Emelin compunham o segundo par. Josi ajudou os Predators a igualar um recorde da franquia ao marcar um gol de power play em seu 11º jogo consecutivo em casa. A equipe terminou novembro com um recorde de 10–3–1, empatando com o segundo maior número de vitórias em um único mês na história da franquia. Após o retorno de Ryan Ellis da lesão em janeiro, ele foi reunido com Josi como o par defensivo titular dos Predators, enquanto Ekholm se juntou a Subban.
Após seu retorno, os Predators rapidamente retomaram uma nova sequência de pontos e, subsequentemente, ganharam pontos em oito jogos consecutivos. Em 20 de fevereiro, Josi registrou sua 200ª assistência na carreira, colocando-o em quinto lugar na lista de todos os tempos da franquia. Mais tarde naquele mês, ele também igualou o recorde da franquia de mais assistências e pontos em um único jogo com cinco contra o Winnipeg Jets. Conforme os Predators faziam uma tentativa de se classificar para os playoffs de 2018, Josi foi deixado de fora de alguns jogos devido a uma lesão na parte superior do corpo.
Após perder quatro jogos para se recuperar, Josi retornou em 11 de março para ajudar a equipe a continuar sua sequência de pontos de 10 jogos. Poucos jogos depois, os Predators alcançaram 100 pontos na temporada, pela sexta vez na história da franquia. Em 5 de abril, Josi e os Predators conquistaram seu primeiro título da Divisão Central na história da franquia e ganharam o Troféu dos Presidentes como a equipe com mais pontos durante a temporada regular da NHL. Josi terminou a temporada de 2017–18 com 14 gols e 39 assistências, totalizando 53 pontos, ficando em segundo lugar entre os defensores dos Predators. Os dois defensores também terminaram entre os sete primeiros na votação do Troféu James Norris Memorial. Josi também liderou o time em chutes a gol, bloqueios e tempo médio de jogo. Apesar do sucesso na temporada regular, Josi não marcou nenhum gol em 13 jogos dos playoffs, e os Predators foram eliminados pelo Winnipeg Jets em um Jogo 7 da segunda rodada.
Ele começou a temporada de 2018–19 com força, mantendo uma sequência de pontos de cinco jogos até 12 de novembro. Enquanto os Predators enfrentavam lesões em dezembro, Josi ficou em segundo lugar na equipe com cinco gols e 18 assistências, totalizando 23 pontos. Em janeiro, Josi havia acumulado 18 pontos em 23 jogos, ocupando o segundo lugar na equipe. Ele foi subsequentemente nomeado para seu segundo All-Star Game da NHL. Na véspera do evento, Josi estava classificado em 10º lugar na NHL entre defensores com 36 pontos e em 3º lugar em assistências por 60 minutos. Até fevereiro, Josi teve 14 gols e 37 assistências, totalizando 51 pontos em 67 jogos. Os Predators venceram a Divisão Central pela segunda temporada consecutiva e enfrentaram o Dallas Stars na Primeira Rodada dos playoffs de 2019. Josi marcou dois gols e duas assistências, totalizando quatro pontos em seis jogos, enquanto os Stars eliminaram os Predators.
Em 29 de outubro de 2019, Josi assinou uma extensão de contrato de oito anos e US$ 72,4 milhões com os Predators. Ele passou a maior parte da temporada de 2019–20 jogando ao lado de Ryan Ellis, e os dois foram consistentemente classificados entre as melhores duplas defensivas da liga. A dupla começou a temporada de forma produtiva, tornando-se os primeiros companheiros defensores a registrar 13 pontos cada um nos primeiros 11 jogos desde 1992-93. Os Predators enfrentaram dificuldades em novembro e acumularam um recorde de 1–6–1 em oito jogos no mês. Durante sua oitava derrota, uma goleada de 7–2 para o Chicago Blackhawks em 16 de novembro, Josi marcou seu 100º gol na NHL. Apesar das dificuldades da equipe, Josi era um dos favoritos para ganhar o Troféu James Norris como o melhor defensor da liga. Os Predators melhoraram seu recorde em dezembro com Josi estabelecendo uma sequência de quatro jogos marcando gols e registrando seu quarto jogo com dois gols na temporada, o maior entre os defensores da NHL.
Josi estendeu sua sequência de gols para cinco jogos antes de ser interrompida em uma derrota para o Pittsburgh Penguins em 27 de dezembro. No final de dezembro, Josi manteve uma sequência de pontos de sete jogos e registrou 14 gols e 39 assistências, liderando os defensores da liga em pontos. Como resultado, ele foi nomeado para o All-Star Game da NHL de 2020. Durante o Winter Classic de 2020, Josi estendeu sua sequência de pontos para oito jogos e se tornou o primeiro defensor na história da franquia a alcançar a marca de 40 pontos em menos de 40 jogos. Após registrar dois pontos no jogo seguinte, Josi estabeleceu um novo recorde da franquia para pontos por jogador nos primeiros 40 jogos da temporada. Ele então estabeleceu outro recorde em 5 de janeiro para a sequência de pontos mais longa por um defensor na história dos Predators, superando Shea Weber.
Apesar do sucesso individual de Josi, os Predators estavam lutando para vencer jogos e haviam caído para o 11º lugar na classificação da conferência em 7 de janeiro. Como resultado, a equipe demitiu seu treinador principal, Peter Laviolette, e o substituiu pelo técnico John Hynes. Sob o novo treinador, Josi estendeu sua sequência de pontos para 12 jogos, acumulando sete gols e 13 assistências, totalizando 20 pontos. Até o final de janeiro, Josi se tornou o segundo defensor da NHL a alcançar a marca de 50 pontos na temporada, com 14 gols e 37 assistências, totalizando 51 pontos. Antes da pausa da NHL devido à pandemia de COVID-19, Josi registrou sua 48ª assistência da temporada, estabelecendo um novo recorde pessoal. No momento da pausa, Josi estava em segundo lugar na pontuação entre os defensores com 16 gols e 49 assistências, totalizando 65 pontos em 69 jogos. Josi se tornou o oitavo defensor na história da NHL a liderar uma equipe em pontuação no final da temporada com pelo menos 15 pontos sobre o próximo jogador mais próximo.
Quando a NHL retomou as atividades, Josi e os Predators enfrentaram o Arizona Coyotes nas Eliminatórias dos playoffs de 2020. Embora a temporada tenha sido reduzida devido à pandemia, Josi estabeleceu novos recordes pessoais em gols, assistências e pontos, e se tornou o primeiro jogador dos Predators e o primeiro suíço a ganhar o Troféu James Norris Memorial.
Após ganhar o Troféu James Norris, o treinador dos Predators, John Hynes, anunciou planos para reduzir o tempo de Josi em minutos de penalidade para conservar sua energia. Josi começou a temporada de 2020–21 de forma lenta, somando um gol e uma assistência nos primeiros seis jogos. Ele começou a acumular pontos lentamente tendo um total de oito pontos até 20 de fevereiro. Ele continuou a produzir antes de sofrer uma lesão na parte superior do corpo no início de março. Na época da lesão, ele ocupava a segunda posição na equipe com dois gols e 14 assistências, totalizando 16 pontos em 25 jogos. Após uma vitória por 3–0 contra o Chicago Blackhawks em 3 de abril, Josi ultrapassou Mark Streit para se tornar o jogador suíço com mais pontos na NHL com 435 pontos. Josi terminou a temporada regular encurtada pela pandemia com oito gols e 25 assistências, totalizando 33 pontos, liderando a equipe em pontos. Os Predators se qualificaram para os playoffs de 2021 e enfrentaram o Carolina Hurricanes na primeira rodada. Josi acumulou quatro pontos em seis jogos, mas os Predators foram eliminados pelos Hurricanes.
Josi se recuperou na temporada de 2021–22 e estabeleceu vários recordes pessoais e de franquia. Seu recorde começou cedo na temporada, quando ele acumulou quatro pontos em um jogo contra o Arizona Coyotes em 13 de novembro. Foi a primeira vez em sua carreira que Josi teve dois jogos com quatro pontos em uma temporada. Mais tarde naquele mês, ele registrou duas assistências em seu 700º jogo da NHL, enquanto os Predators derrotaram o New Jersey Devils por 4–2. Josi se tornou o quarto jogador na história da franquia a alcançar a marca de 700 jogos, atrás de David Legwand, Shea Weber e Martin Erat. No marco de um quarto da temporada regular, Josi estava classificado em quinto lugar em pontos entre todos os defensores da liga e terceiro em gols em 23 jogos, sendo considerado um candidato precoce ao Troféu James Norris ao lado de Adam Fox e Aaron Ekblad.
Em janeiro de 2022, Josi teve um mês extremamente produtivo, estabelecendo vários recordes da franquia e pessoais. No início do mês, ele ultrapassou Martin Erat, tornando-se o segundo maior pontuador na história dos Predators com seu 483º ponto. Mais tarde, Josi também quebrou seu próprio recorde de poucos jogos para alcançar 40 pontos, alcançando essa marca em 38 jogos. No dia 20 de janeiro, Josi registrou sua 357ª assistência, assumindo a posse exclusiva do recorde de assistências dos Predators. Após registrar mais uma assistência na vitória por 5–2 sobre o Winnipeg Jets, Josi também se tornou o oitavo defensor ativo a registrar seu 114º jogo com múltiplos pontos. No final do mês, Josi liderava a equipe e estava em quarto lugar entre todos os defensores da NHL em pontos com 43. Como resultado de suas conquistas, Josi foi nomeado para seu terceiro All-Star Game da NHL.

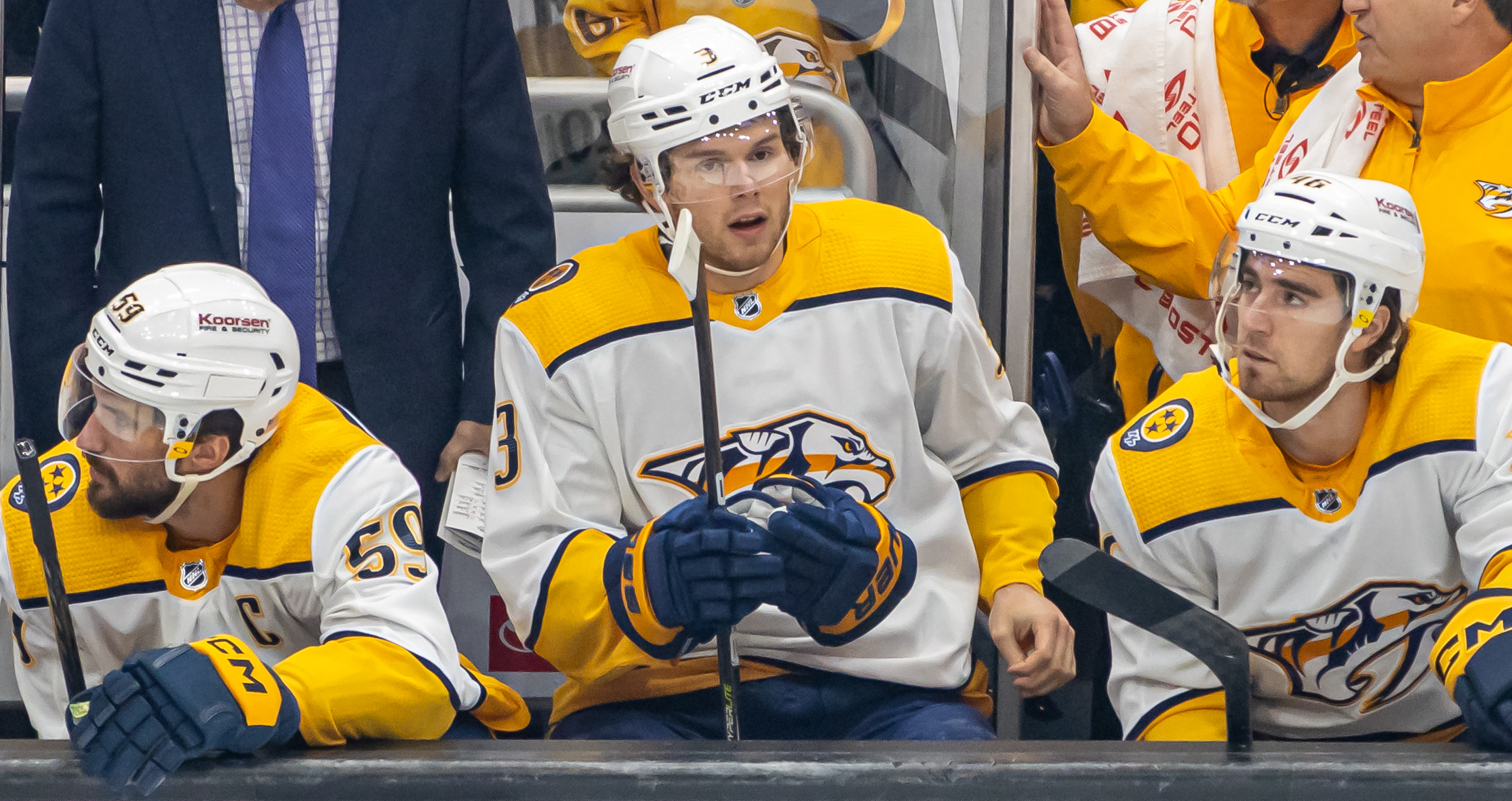
Josi (esquerda), Jérémy Lauzon (meio) e Jordan Gross (direita) durante um jogo em novembro de 2022

Após retornar do All-Star Game, Josi continuou sua temporada recorde. Em 19 de março de 2022, ele se tornou o segundo defensor na história da NHL a registrar pelo menos três pontos em quatro jogos consecutivos. Seus numerosos jogos com múltiplos pontos ajudaram-no a liderar todos os defensores com 17 gols e 58 assistências em 60 jogos, mantendo um ritmo para uma temporada de 100 pontos. Josi continuou seu impulso em abril, onde continuou a estabelecer recordes da franquia. Em 7 de abril de 2022, Josi registrou três assistências, marcando seu 87º ponto, quebrando o recorde anterior de Paul Kariya para se tornar o maior pontuador de uma única temporada dos Predators. Durante o jogo, ele também registrou três pontos pela 12ª vez na temporada, empatando com Paul Coffey pelo maior número em uma única temporada.
Durante o restante da temporada de 2021–22, Josi continuou a estabelecer recordes da franquia, apesar de não ter conseguido igualar o total de pontos da temporada anterior. Em abril de 2022, ele se tornou o primeiro defensor desde 1994 a registrar 90 pontos em uma única temporada, terminando a temporada regular com 96 pontos (23 gols e 73 assistências) em 80 jogos. Josi liderou os defensores em gols em power play com 11 e em chutes a gol com 281. Ele foi indicado para o Prêmio de Melhor Jogador da NHL no ESPY Awards de 2022, em reconhecimento ao seu desempenho excepcional. Graças ao seu jogo estelar, Josi ajudou os Predators a garantir uma vaga nos playoffs de 2022. Na série da primeira rodada contra o Colorado Avalanche, Josi registrou um gol e uma assistência, mas a equipe foi eliminada por 4–0 pelos futuros campeões da Stanley Cup. Josi foi novamente finalista para o Prêmio James Norris e, pela primeira vez, foi finalista para o Prêmio Ted Lindsay, que é concedido ao MVP da liga. Ele terminou em segundo lugar na votação do Norris e do Ted Lindsay e em sexto na votação para o Troféu Memorial Hart.

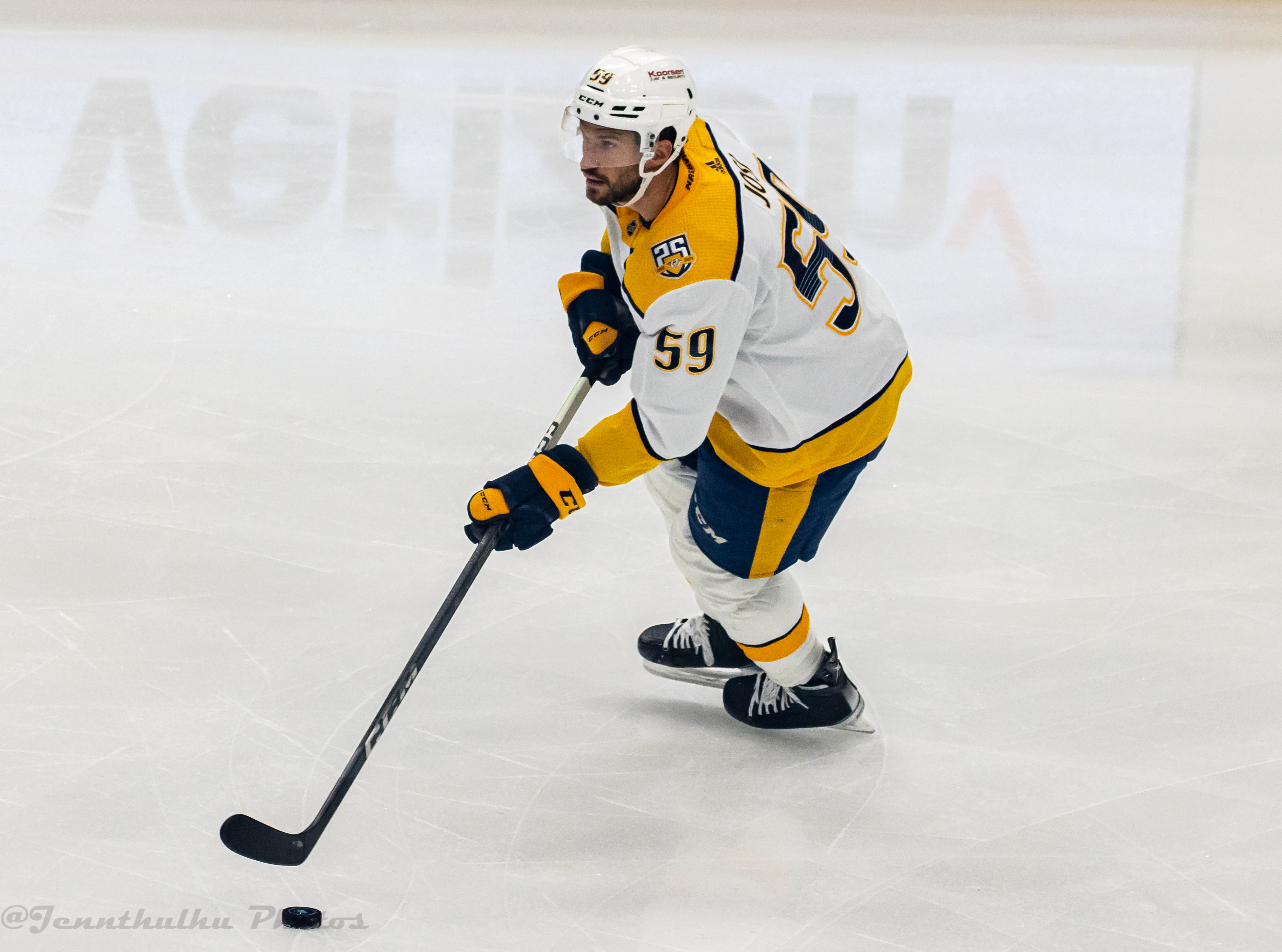
Josi em novembro de 2023.

Na temporada de 2022–23, após o período reduzido da temporada anterior, Josi voltou aos Predators e continuou a quebrar recordes da franquia, apesar de não conseguir igualar o total de pontos da temporada anterior. Ele começou a pré-temporada jogando em sua terra natal, na Suíça, durante o NHL Global Series contra o SC Bern, onde marcou dois gols e uma assistência, ajudando os Predators a vencer por 4–3. No início da temporada, Josi teve dificuldades para produzir pontos, acumulando uma assistência nos primeiros sete jogos. No dia 27 de outubro, ele marcou seu primeiro gol da temporada e registrou duas assistências para ajudar os Predators a alcançar sua 900ª vitória de franquia. No final de novembro, ele era considerado um azarão para o Prêmio James Norris.
Após um início de temporada lento, Josi se destacou no segundo semestre, quebrando vários recordes da franquia. No dia 13 de dezembro, Josi superou Mark Streit para se tornar o jogador suíço com mais jogos na história da NHL. Mais tarde, em 21 de dezembro, ele registrou seus 566º e 567º pontos na carreira, ultrapassando David Legwand para se tornar o líder de pontos da história dos Predators. Seus 567 pontos na carreira foram o 27º maior total por um defensor em seus primeiros 791 jogos na NHL.
Em março de 2023, Josi se tornou o segundo defensor ativo mais rápido a atingir 600 pontos em sua carreira, alcançando esse marco em seu 823º jogo. Além disso, ele estabeleceu um novo recorde da franquia para o maior número de temporadas com 40 assistências. Josi também se tornou o segundo defensor a liderar uma franquia ativa da NHL em pontos, juntando-se a Ray Bourque. Enquanto liderava os Predators com 59 pontos em 67 jogos, Josi sofreu uma lesão na parte superior do corpo em meados de março. Apesar de perder o restante da temporada de 2022–23, ele manteve a liderança dos Predators em pontos. Devido a várias lesões e outros fatores, os Predators não conseguiram se classificar para os playoffs de 2023.
Na temporada de 2023–24, Josi completou uma temporada de 82 jogos, terminando em primeiro lugar em gols (23) e terceiro em pontos (85) entre os defensores. Ele foi votado como finalista do Prêmio James Norris pela terceira vez em sua carreira.

## Carreira na seleção
Como nativo da Suíça, Josi representou seu país natal tanto nos níveis júnior quanto sênior em torneios internacionais. Ele fez sua estreia internacional aos 16 anos durante o Campeonato Mundial Sub-20 de 2007.
Josi foi selecionado para jogar pela Suíça nos Jogos Olímpicos de Inverno de 2010. No entanto, ele não pôde fazer sua estreia devido a uma fratura no dedo que sofreu no Campeonato Mundial Sub-20. Ele acabou fazendo sua estreia sênior no Campeonato Mundial de 2010 e imediatamente impressionou a equipe. Josi abriu o torneio marcando o gol da vitória sobre a Letônia. Ele também registrou uma assistência em um power play no segundo gol da Suíça em uma vitória por 3-0 sobre a Itália. Seus três pontos em três jogos o empataram como o defensor com mais pontos na Rodada Preliminar do torneio.
Josi novamente representou a Suiça nos Campeonato Mundial de de 2012 e 2013. Em 19 de maio de 2013, Josi ajudou a Suíça a chegar à final de um Campeonato Mundial pela segunda vez. Ele terminou o torneio com quatro gols e cinco assistências, conquistando o título de MVP e tornando-se o primeiro jogador suíço a ser selecionado para o All-Star Team dos Campeonatos Mundiais. Josi finalmente fez sua estreia nas Olimpíadas durante os Jogos Olímpicos de Inverno de 2014, onde não marcou pontos em quatro jogos e a Suíça não conseguiu conquistar medalhas.
Em 2016, Josi foi selecionado para jogar pela Equipe Europa em sua primeira Copa do Mundo de Hóquei. Mais tarde, ele conquistou sua terceira medalha de prata com a Suíça no Campeonato Mundial de 2018, após a equipe perder para a Suécia na disputa de pênaltis. Ele não teve tanto sucesso durante o Campeonato Mundial de 2019, pois a Suíça não conseguiu conquistar medalhas.
Ele representou a Suíça no Campeonato Mundial de 2024 e ganhou uma medalha de prata.

## Vida pessoal
Josi casou-se com Ellie Ottaway, uma modelo e musicista, em 20 de junho de 2019. Eles têm dois filhos, um filho e uma filha.
Durante a pausa da NHL devido à pandemia de COVID-19, Josi se envolveu ativamente em esforços de apoio no Tennessee. Ele ajudou a arrecadar fundos para os esforços de alívio do tornado Nashville Strong e doou US$20.000 para o Second Harvest Food Bank of Middle Tennessee. Josi também fez outra doação de US$20.000 para o Home Street Home Ministries em Nashville.

## Estatísticas da carreira
| 2006–07 | SC Bern             | NLA    | 3     | 0   | 1   | 1   | 0   | —   | —  | —  | —  | —  |
| 2007–08 | SC Bern             | NLA    | 35    | 2   | 6   | 8   | 10  | 6   | 0  | 0  | 0  | 0  |
| 2008–09 | SC Bern             | NLA    | 42    | 7   | 17  | 24  | 16  | 6   | 0  | 0  | 0  | 0  |
| 2009–10 | SC Bern             | NLA    | 26    | 9   | 12  | 21  | 12  | 15  | 6  | 7  | 13 | 8  |
| 2010–11 | Milwaukee Admirals  | AHL    | 69    | 6   | 34  | 40  | 22  | 13  | 1  | 6  | 7  | 8  |
| 2011–12 | Nashville Predators | NHL    | 52    | 5   | 11  | 16  | 14  | 10  | 0  | 0  | 0  | 10 |
| 2011–12 | Milwaukee Admirals  | AHL    | 5     | 1   | 3   | 4   | 0   | —   | —  | —  | —  | —  |
| 2012–13 | SC Bern             | NLA    | 26    | 6   | 11  | 17  | 14  | —   | —  | —  | —  | —  |
| 2012–13 | Nashville Predators | NHL    | 48    | 5   | 13  | 18  | 8   | —   | —  | —  | —  | —  |
| 2013–14 | Nashville Predators | NHL    | 72    | 13  | 27  | 40  | 18  | —   | —  | —  | —  | —  |
| 2014–15 | Nashville Predators | NHL    | 81    | 15  | 40  | 55  | 26  | 6   | 1  | 0  | 1  | 0  |
| 2015–16 | Nashville Predators | NHL    | 81    | 14  | 47  | 61  | 43  | 14  | 1  | 8  | 9  | 12 |
| 2016–17 | Nashville Predators | NHL    | 72    | 12  | 37  | 49  | 18  | 22  | 6  | 8  | 14 | 12 |
| 2017–18 | Nashville Predators | NHL    | 75    | 14  | 39  | 53  | 24  | 13  | 0  | 4  | 4  | 2  |
| 2018–19 | Nashville Predators | NHL    | 82    | 15  | 41  | 56  | 42  | 6   | 2  | 2  | 4  | 4  |
| 2019–20 | Nashville Predators | NHL    | 69    | 16  | 49  | 65  | 22  | 4   | 0  | 4  | 4  | 4  |
| 2020–21 | Nashville Predators | NHL    | 48    | 8   | 25  | 33  | 20  | 6   | 0  | 4  | 4  | 2  |
| 2021–22 | Nashville Predators | NHL    | 80    | 23  | 73  | 96  | 46  | 4   | 1  | 1  | 2  | 0  |
| 2022–23 | Nashville Predators | NHL    | 67    | 18  | 41  | 59  | 36  | —   | —  | —  | —  | —  |
| 2023–24 | Nashville Predators | NHL    | 82    | 23  | 62  | 85  | 45  | 6   | 1  | 2  | 3  | 2  |
| Totais  | Totais              | Totais | 1.115 | 212 | 589 | 801 | 436 | 131 | 19 | 46 | 65 | 64 |